# Список умерших в 1780 году
В этой статье представлен список известных людей, умерших в 1780 году.
См. также: Категория:Умершие в 1780 году

## Январь
- 1 января — Кребс, Иоганн Людвиг — немецкий лютнист, органист и композитор.
- 24 января — Хирага Гэннай — японский изобретатель, фармацевт, писатель.
- 29 января — Луиза Амалия Брауншвейг-Вольфенбюттельская
- 31 января — Карвер, Джонатан — английский путешественник.

## Февраль
- 14 февраля — Блэкстон, Уильям — английский политик, юрист, адвокат, философ и историк права.
- 14 февраля — Сент-Обен, Габриель-Жак де — французский живописец, рисовальщик и гравер.
- 18 февраля — Донелайтис, Кристионас — литовский поет.
- 22 февраля — Франческо III д’Эсте — герцог Моденский, Реджио и Мирандола.
- 24 февраля — Поллих, Иоганн Адам
- 24 февраля — Эфель, Андреас Феликс фон — немецкий историк, придворный библиотекарь.

## Март
- 3 марта — Хаймор, Джозеф — английский художник.
- 26 марта — Карл I Брауншвейг-Вольфенбюттельский

## Апрель
- 6 апреля — Елизавета Фридерика София Бранденбург-Байрейтская — немецкая принцесса, маркграфиня Бранденбург-Байрейтская и герцогиня Вюртембергская.
- 23 апреля — Мария Антония Баварская

## Июнь
- 2 июня — Бака, Юзеф
- 13 июня — Хатчинсон, Томас

## Июль
- 4 июля — Карл Александр Лотарингский